# Abbaye de Limbourg
Pour les articles homonymes, voir Limbourg (homonymie).
Ne doit pas être confondu avec le monastère guillemite de Limbourg à Limbourg-sur-la-Lahn.
L’abbaye de Limbourg (en allemand : Kloster Limburg) est une ancienne abbaye bénédictine à Bad Dürkheim, dans le Land de Rhénanie-Palatinat et le diocèse de Spire.

## Géographie
Les ruines du monastère de Limbourg se situent dans le parc naturel de la forêt palatine, exposées au-dessus de la rive sud d'un affluent gauche du Rhin, l'Isenach, sur le Limburgberg, d'une altitude de 260,5 m, au nord-est du sommet un peu en dessous.

## Histoire
Au IXe siècle, les comtes du Gau résidant à Worms, de dynastie franconienne, construisent un château qui dominait l'entrée de la vallée de l'Isenach, aujourd'hui disparu. On ne sait pas si le château était encore en usage ou déjà abandonné lors de la fondation de l'abbaye.
En 1025, le site accueille une abbaye de l'ordre bénédictin avec une basilique. Un moine nommé Gumbert est identifié comme le maître d'œuvre de l'installation sur le Limbourg, il est aussi brièvement le troisième abbé en 1035 ; sa dalle funéraire est préservée.
Le monastère reçoit de grandes dotations qui s'étendent bien au-delà de la région. Les premières parties de l'église sont consacrées à Marie en présence de l'empereur Conrad II le Salique en 1035. Il y avait trois autels dans la crypte. L'église entière est consacrée en 1042. La Sainte-Croix, la Vierge Marie et l'évangéliste Jean sont choisis comme saints patrons. Son blason est une croix noire sur un champ d'argent.
Les regalia du Saint-Empire sont conservés dans le monastère de 1042 à 1056. Lorsque Gunhild de Danemark, l'épouse du prince Henri, meurt en Italie en 1038, son corps est transporté à travers les Alpes et enterré dans l'abbaye. En raison des différences entre les découvertes anthropologiques et les archives historiques, il n'est pas certain que la tombe, examinée archéologiquement en 1935 et trouvée dans un endroit bien en vue, directement en face de l'autel central en face du jubé, puisse lui être attribuée.
Le 3 décembre 1038, un synode à l'abbaye de Limbourg, en présence de l'empereur, adopte la règle qui s'applique encore aujourd'hui sur la façon dont les dimanches de l'Avent sont dans l'année de l'église et comment ils doivent être calculés.
Sous l'abbé Einhard, qui est également évêque de Spire en 1060, l'abbaye de Limbourg est placée sous le diocèse de Spire en 1065. Einhard II a ses trésors, y compris de nombreux accessoires liturgiques en or et 34 livres d'or non traité, transportés à Spire. En 1120, l'abbaye redevient indépendante du diocèse, mais les pertes matérielles ne sont pas remboursées.
Dans le différend entre Lothaire de Supplinbourg et Frédéric II de Souabe, en 1128 il y a un siège, finalement sans conséquence, du monastère pendant des semaines, quand les partisans de Frédéric II de Souabe s'y retranchent.
Au XIIe siècle, l'abbaye a le droit de frapper de la monnaie. Elle frappe des deniers, puis ce privilège n'est pas maintenu. En 1196, les abbés obtiennent le droit de porter la mitre épiscopale.
En 1206, selon d'autres sources en 1237, les comtes de Linange deviennent gardiens du monastère à la place des Saliens disparus. Ils se servent de cette position pour construire le Hardenburg dans les environs immédiats et sur la propriété appartenant au monastère dans les années 1220. Le monastère n'est indemnisé pour cela qu'en 1249.
En 1364 puis de nouveau en 1376, les bâtiments sont gravement endommagées lors de la querelle des Linange avec Worms, Mayence et Spire. En 1404, l'abbaye obtient de Frédéric IX de Linange-Dabo de ne pas décisions importantes affectant les relations extérieures du monastère sans son consentement.
En 1470-1471, il y a une guerre régionale au cours d'un conflit de succession dans la maison de Linange, au cours duquel le monastère est pillé. Seule la bibliothèque et les reliques restent. L'électeur Frédéric du Palatinat, qui était impliqué dans le conflit, obtient dans un accord de paix le bailliage du monastère. Cette nouvelle situation conduit à une friction constante entre l'abbaye et les Linange dans les années suivantes, qui culmine le 30 août 1504 quand le comte Emich IX de Linange-Hardenburg met le feu au monastère pendant la guerre de Succession de Landshut.
En 1481, l'abbaye de Limbourg rejoint la congrégation de Bursfelde et accepte la réforme de l'ordre bénédictin.
Le monastère n'est que partiellement reconstruit : de 1510 à 1540, les abbés Werner Breder von Hohenstein (mort en 1531) et Apollo von Vilbel (mort en 1536) ont d'abord fait reconstruire les bâtiments résidentiels et le réfectoire. Cela est interrompu par une nouvelle destruction lors de la guerre des Paysans allemands en 1525. L'occupation de l'abbaye n'est que minime à cette époque. En règle générale, il y en a moins de 10 moines. Par conséquent, de 1540 à 1554, seul le chœur est restauré à partir des ruines de l'église. Un mur est installé dans l'arc triomphal, qui sépare le chœur du reste de l'église. Les éléments gothiques, tels que les fenêtres, sont insérés dans le chœur. La hauteur du mur est réduite au niveau des rives de base du bâtiment salique et une voûte est ajoutée. La nef reste en ruine.
La Réforme protestante atteint le monastère lorsque son vogt, Othon-Henri du Palatinat, interdit le culte catholique romain le 23 janvier 1556. En 1562, l'abbé Johann von Bingenheim consacre les derniers revenus de l'abbaye pour l'hôpital et l'autel Saint-Antoine au financement d'un poste d'instituteur. L'électeur interdit l'admission de nouveaux moines. Ses tentatives de convertir à la Réforme touche des moines. Après la mort de l'abbé Johann von Bingenheim en 1574, aucun successeur n'est élu. L'abbaye est sécularisée par le palatinat du Rhin. À cette époque, l'abbaye a un prieur et deux moines. Les bâtiments tombent en ruine après la sécularisation.
Au cours de la guerre de Trente Ans, les catholiques tentent de reprendre possession de l'abbaye. En 1621, Johann Jordans est nommé abbé à Deutz lorsque les troupes autrichiennes et espagnoles occupent le Palatinat. Mais les Suédois luthériens prennent le dessus dans le conflit, ils sont expulsés. Ce n'est qu'en 1645 qu'elle est réintégrée par le vicaire général épiscopal de Spire. Cependant, l'abbaye retombe dans le Palatinat du Rhin est rétabli lors de la paix de Westphalie en 1648, l'abbé Johann est expulsé en 1650. Les pierres de l'abbaye sont démantelées et réutilisées.
En 1843, la ville de Dürkheim achète la ruine et crée un jardin paysager romantique anglais autour d'elle et dans la nef par le jardinier Johann Christian Metzger. À cette époque, les premières mesures sont prises pour préserver la ruine. Des travaux de sécurité sont effectués en 1890 et de nouveau en 1925-1926.
En 1935, des fouilles archéologiques du château ont lieu du chœur jusqu'au château-fort. En 1988, ces résultats sont confirmés à nouveau par des coupes de recherche. D'autres fouilles archéologiques sur le site visent à élargir les connaissances sur le peuplement avant l'abbaye.
De 1969 à 1982, d'importantes rénovations sont faites. Les ajouts sont nécessaires pour des raisons statiques mais aussi pour des raisons didactiques. Ces mesures comprennent en 1979 la réérection de la tour du nord du bâtiment ouest en tant que culée afin que le bâtiment ouest ne glisse plus, le mur effondré du transept sud est relevé et la crypte effondrée est reconstruite de 1978 à 1982.
Le 14 juillet 2017, peu après minuit, un incendie se déclare au Limbourg, qui détruit l'auberge du monastère. Le propriétaire, qui est resté dans le toit de l'immeuble, meurt.

## Bâtiments

### Environnement
Autrefois, tout le plateau de la montagne de l'annaye est entouré d'un mur, dont peu de vestiges à l'extrémité sud du plateau survivent. Un portail et une petite chapelle avec une cave voûtée conservée existaient à l'ouest du réfectoire. Les pentes de la montagne sont terrassées par des murs en pierre sèche et ont été utilisées intensivement pour l'agriculture.
Certains des anciens bâtiments du monastère sont conservés du côté nord de l'église. Il s'agit notamment des vestiges gothiques du cloître, de la salle capitulaire et du réfectoire d'hiver. Le réfectoire d'été de style Renaissance est largement conservé dans ses murs extérieurs. La voûte de la cave historique est toujours située sous le plafond de béton rétracté moderne. Un puits de 86 m de profondeur, qui est à nouveau nettoyé en 1972, se trouve à l'est du chœur de l'église.

### Église

#### Extérieur

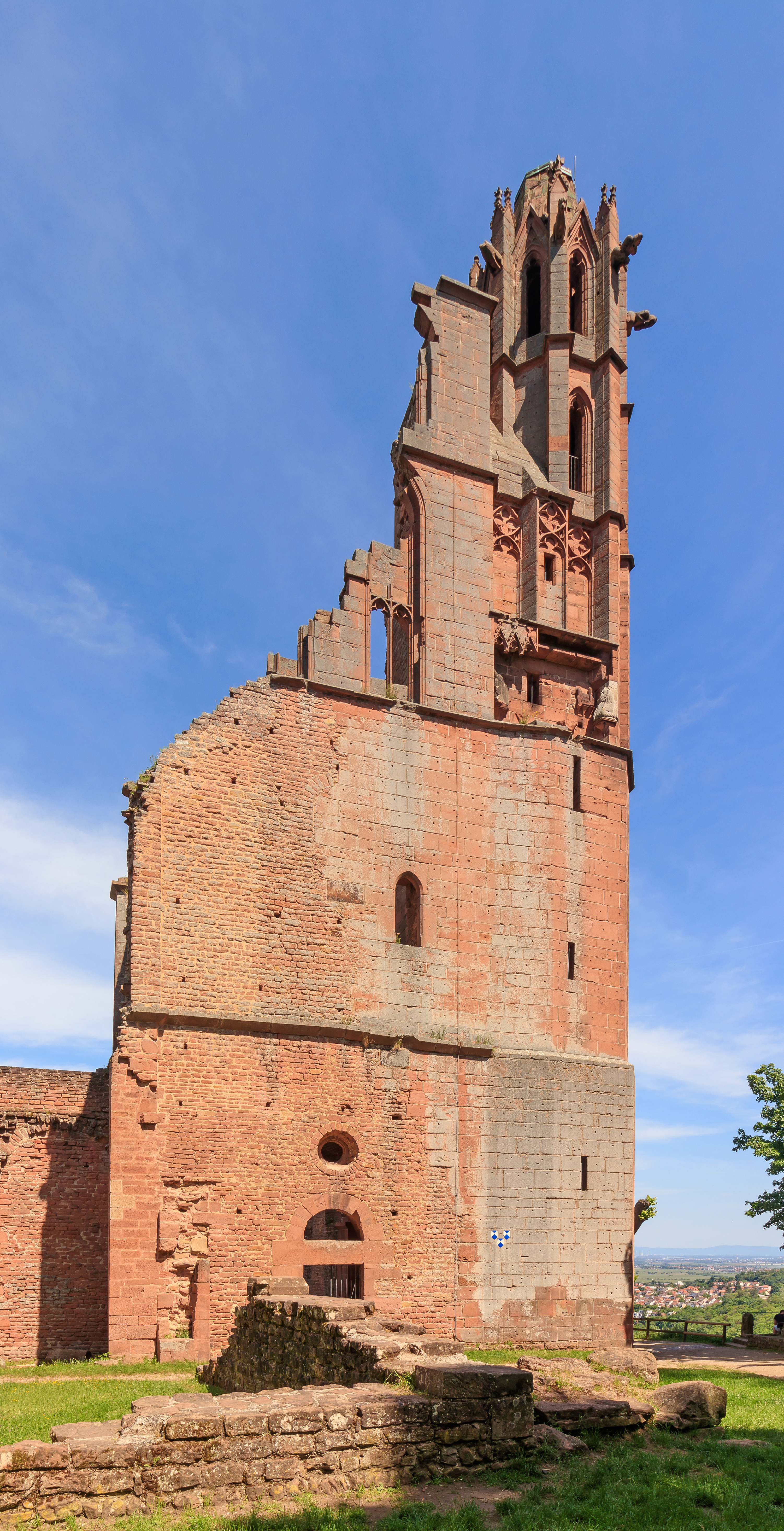
Un reste de tour au sud de l'abbaye. Mai 2022.

L'église est une basilique romane à trois nefs allongée avec un transept. La disposition du chœur principal est carrée. Le bâtiment est en grès de couleur rouge, principalement en petites pierres de carrière, tandis que les éléments décoratifs sont en cuboïdes taillés. Les surfaces en pierre de carrière étaient à l'origine enduites. Le plâtre d'origine est encore conservé par endroits. Les extrémités d'angle du transept et du chœur, toujours en cuboïdes non plâtrés, sont décorées d'ornements linéaires, également présents sur des cubes de grès de couleur jaune dans la crypte de la cathédrale de Spire. La longueur de la ruine sans le porche est de 73 m, la largeur du transept est de 38 m. Les murs d'enceinte sont essentiellement conservés jusqu'à la hauteur de la couronne du mur.
Ce à quoi ressemblait l'extrémité sud-ouest de l'église est controversé. Il existe un certain nombre de propositions de reconstruction : certains supposent une façade semblable à un massif occidental, d'autres prennent une façade en deux parties. Début XVIe siècle, il y a une description de l'extrémité sud-ouest de l'église par Johannes Trithemius qui recense trois clochers qui portent six cloches.
Dehio adopte un vestibule et un narthex. La fonction des vestiges structurels encore peu visibles est déterminée après une enquête archéologique. Ici aussi, les propositions de reconstruction diffèrent. Le clocher sud-ouest s'est effondré au XIIIe siècle, peut-être pendant le tremblement de terre de 1289. Le clocher, qui est toujours conservé, est une reconstruction gothique du XIVe siècle.

#### Intérieur
Le croisement, les bras du transept et le chœur d'environ 1,80 m de haut décrivent chacun un carré d'une longueur de 12 m. Les piliers muraux et les vêtements sont en pierre soigneusement travaillée. Alors que les piliers et la structure cuboïde sont restés sans plâtre, les surfaces murales restantes sont plâtrées et - comme cela est courant dans les églises médiévales - à l'origine bien peintes. Les arcades (onze de chaque côté de l'allée principale) et le mur au-dessus se sont effondrés. Certaines des colonnes qui avaient des bases attiques et des chapiteaux cubiques sont érigées à nouveau, et une est remplacée. D'autres endroits où les colonnes se tenaient étaient marqués par des arbres. Le sol de toute l'église n'est pas construit horizontalement, mais présente une inclinaison notable vers le chœur.
Chacun des deux bras du transept a une abside semi-circulaire tournée vers l'est. La lumière tombe sur les murs extérieurs restants du transept à travers des fenêtres cintrées exceptionnellement grandes, disposées en deux rangées l'une au-dessus de l'autre en trois axes. Les bancs de rebord de fenêtre ont des porte-à-faux à l'extérieur, dont la fonction n'a pas été clarifiée.
Sous le chœur se trouve la crypte précédemment effondrée, reconstruite en 1979, la seule partie de l'église du monastère qui fut voûtée à l'époque salienne. Quatre piliers à chapiteaux cubiques soutiennent la voûte au milieu, qui forme ainsi trois fois trois travées. Il y a trois niches d'autel dans le mur est. La crypte comprend de la maçonnerie provenant du château salique qui se trouvait en face de l'abbaye.